# Konkov
Konkov je priimek več oseb:
- Anatolij Konkov, ukrajinski nogometaš
- Vasilij Fomič Konkov, sovjetski general